# مارتن رينر
مارتن رينر هو سياسي ألماني، ولد في 5 مايو 1954 في رويتلينغن في ألمانيا. نشط حزبياً في البديل من أجل ألمانيا والاتحاد الديمقراطي المسيحي (1998 – 1998). في الانتخابات الفيدرالية الألمانية 2017، انتخب عضو في البوندستاغ الألماني عن دائرة متمان 1 ‏ وقد انضم خلال البوندستاغ الألماني التاسع عشر (24 أكتوبر 2017 – ) للكتلة البرلمانية جماعة حزب البديل من أجل ألمانيا في البوندستاغ ‏.